# Вагнерувка
Вагнерувка (пол. Wagnerówka) — село в Польщі, у гміні Богорія Сташовського повіту Свентокшиського воєводства.
Населення — 88 осіб (2011).
У 1975—1998 роках село належало до Тарнобжезького воєводства.

## Демографія
Демографічна структура на день 31 березня 2011 року:
|          | Загалом | Допрацездатний вік | Працездатний вік | Постпрацездатний вік |
| -------- | ------- | ------------------ | ---------------- | -------------------- |
| Чоловіки | 40      | 5                  | 30               | 5                    |
| Жінки    | 48      | 9                  | 29               | 10                   |
| Разом    | 88      | 14                 | 59               | 15                   |